# As Amazonas na Lua
Amazon Women on the Moon (bra/prt: As Amazonas na Lua) é um filme estadunidense de 1987, dos gêneros comédia e ficção científica, composto por 21 diferentes quadros de humor dirigidos por cinco diferentes diretores — Joe Dante, Carl Gottlieb, Peter Horton, John Landis e Robert K. Weiss —, com roteiro de Michael Barry e Jim Mulholland parodiando os programas noturnos de baixo custo exibidos na televisão norte-americana de então.

## Sinopse
O canal 8 WIDB-TV esta tendo problemas durante a apresentação de um filme de ficção cientifica, chamado Amazons Women on the Moon no horário noturno. O filme sempre sai do ar por diversos imprevistos e sendo substituído por comerciais, trailers, clips, talk-shows e etc.

## Elenco
- Arsenio Hall  .... azarado no apartamento
- Lou Jacobi  .... Murray
- Michelle Pfeiffer  .... Brenda Landers
- Peter Horton  .... Harry Landers
- Griffin Dunne  .... médico
- Steve Forrest  .... capitão Steve Nelson
- Sybil Danning  .... rainha Lara
- David Alan Grier  .... Don "No Soul" Simmons
- B.B. King  .... ele mesmo
- Rosanna Arquette  .... Karen
- Steve Guttenberg  .... Jerry
- Henry Silva  .... ele mesmo
- Archie Hahn .... Harvey Pitnik
- Belinda Balaski  .... Bernice Pitnik
- Ed Begley Jr.  .... Griffin
- Matt Adler  .... George
- Kelly Preston  .... Violet
- Ralph Bellamy  .... Sr. Gower
- Russ Meyer  .... vendedor do vídeo Ray
- Carrie Fisher  .... Mary Brown